# Cherbourg
Cherbourg /ʃɛʁˈbuʁ/ (in normanno Tchidbouo) è una località e un comune francese soppresso di 27 121 abitanti situato nel dipartimento della Manica nella regione della Normandia.
Dal 28 febbraio 2000 si è fuso con il comune di Octeville creando il comune di Cherbourg-Octeville.

## Storia
Non si hanno conoscenze certe sull'origine di Cherbourg, tuttavia nella zona, abitata dagli Unelli, in epoca gallo-romana vi era un centro abitato dal nome di Coriallum, primo nucleo della futura Cherbourg. Nel medioevo fu una importante piazzaforte al servizio dei duchi di Normandia. Il 2 dicembre 1840 è qui che attracca la Belle-Poule con le spoglie di Napoleone Bonaparte, che torna così in Francia dopo l'esilio di Sant'Elena. 
Nel 1912 la città, in cui all'epoca facevano scalo numerosi transatlantici che collegavano l'Europa con l'America, fu la seconda toccata dal Titanic nel suo unico viaggio; dal suo porto si imbarcarono due dei più celebri passeggeri della sfortunata nave, la milionaria Margaret "Molly" Brown e l'affarista Benjamin Guggenheim.
Nel giugno del 1944, durante la seconda guerra mondiale, la città e il suo porto furono teatro di una battaglia tra l'esercito tedesco e quello alleato, impegnato nell'Operazione Overlord. Dopo gli sbarchi e un'aspra campagna di tre settimane, le truppe statunitensi isolarono e catturarono il porto fortificato della città, considerato vitale per la campagna in Europa occidentale, benché pesantemente sabotato dai tedeschi.
La battaglia è citata nel film Salvate il soldato Ryan.

## Monumenti e luoghi d'interesse
- La Basilica della Trinité è l'edificio più rappresentativo della città, è una chiesa gotica XV-XVI secolo.
- L'Hôtel de Ville, che ospita in un'ala il Musée Henry, con annessa un'importante pinacoteca che ospita, tra le opere, un'Annunciazione del Botticelli.
- Statua equestre di Napoleone Bonaparte, maestosa statua bronzea realizzata nel 1858 dallo scultore francese Armand Le Véel in occasione dell'inaugurazione della ferrovia Cherbourg-Parigi, alla presenza di Napoleone III.

## Amministrazione

### Gemellaggi
La città è gemellata con le seguenti località:
- Deva, dal 1998[1]